# Ivan Alexandrovitch Nabokov
Pour les articles homonymes, voir Nabokov (homonymie).
Ivan Alexandrovitch Nabokov (en russe : Иван Александрович Набоков), né le 11 mars 1787 et mort le 21 avril 1852 à Saint-Pétersbourg, est un général russe.

## Biographie
Issue de la noblesse de Novgorod, fils du général Alexandre Ivanovitch Nabokov, il fait ses études au Corps des Pages et entre le 1er janvier 1806, comme lieutenant au régiment de la Garde Semenov.
Ivan Nabokov a participé à la Bataille de Friedland de belle façon et a été récompensé par une épée d'or. Il est fait colonel le 1er mai 1811.
Ivan Nabokov combat dans la 1re brigade de la division d'infanterie la Garde dans la 1re Armée de l'Ouest et obtient la croix de Sainte-Anne de IIe classe à la Bataille de la Moskova.
En 1813, il participe aux batailles de Bautzen, de Lutzen et de Kulm où il est blessé d'une balle à la main gauche; le 28 septembre il est nommé commandant du régiment d'infanterie Sevsk.
Ivan Nabokov participe aux combats de Bar-sur-Aube, Craonne, Laon, Arcis-sur-Aube où il est blessé d'une balle à la tête et pour laquelle il reçoit une épée d'or avec diamants.
En janvier 1830, il commande la 3e division de grenadiers et participe à la répression en Pologne pour laquelle il reçoit l'Ordre de Saint-Georges de quatrième, puis de troisième classe. Lors de la prise de Varsovie, le 30 août 1832, il est décoré de l'Ordre de Saint-Alexandre-Nevski.
Il est enterré au cimetière de la Cathédrale Pierre-et-Paul de Saint-Pétersbourg.